# Айсултанов, Амруди Ильмадиевич
Амруди Ильмадиевич Айсултанов  (7 мая 1970, с. Солнечное, Хасавюртовский район, Дагестанская АССР, РСФСР, СССР) — советский, российский тренер по вольной борьбе, Заслуженный тренер России.

## Биография
Кандидат в мастера спорта. Является первым тренером Олимпийского чемпиона Джамала Отарсултанова. 29 апреля 2014 года ему было присвоено звание заслуженный мастер спорта. Является тренером-преподавателем в хасавюртовской школе имени братьев Ирбайхановых.

## Известные воспитанники
- Отарсултанов, Джамал Султанович — олимпийский чемпион;